# El Sayed Nosseir
El Sayed Nosseir (àrab: السيد نصير)  (Tantā, 31 d'agost de 1905 - El Caire, 28 de novembre de 1974) fou un aixecador egipci que va competir durant la dècada de 1920.
El 1928 va prendre part en els Jocs Olímpics d'Amsterdam, on guanyà la medalla d'or en la prova del pes semipesant, per a aixecadors amb un pes inferior a 82,5 kg, del programa d'halterofília.
En el seu palmarès també destaquen 12 rècords del món.